# Justo (consular)
[Vécio] (em latim: Vettius) ou [Nerácio] Justo (em latim: Neratius Iustus) foi oficial do século IV, ativo sob o imperador Constâncio II (r. 337–361). Talvez era membro do gente Nerácia e filho de Vécio Justo. Era pai de Cereal, Constanciano e a futura imperatriz Justina (r. 370–375).
Em 351/352, serviu como consular de Piceno, na Itália, porém talvez sua nomeação foi feita não pelo imperador, mas pelo usurpador Magnêncio (r. 350–353). Ele foi executado por Constâncio após o imperador sonhar que sua filha daria a luz à púrpura imperial. Sua execução talvez deve ter sido, entretanto, um evento político ligado à queda de Magnêncio.